# František Evžen z Lobkowicz
František Evžen princ z Lobkowicz, též z Lobkovic nebo také německy Franz Eugen Prinz von Lobkowitz (15. března 1839 Praha – 24. srpna 1898 Křimice), byl český šlechtic z křimické linie rodu Lobkowiczů a politik české národnosti z Čech, poslanec Českého zemského sněmu.

## Biografie

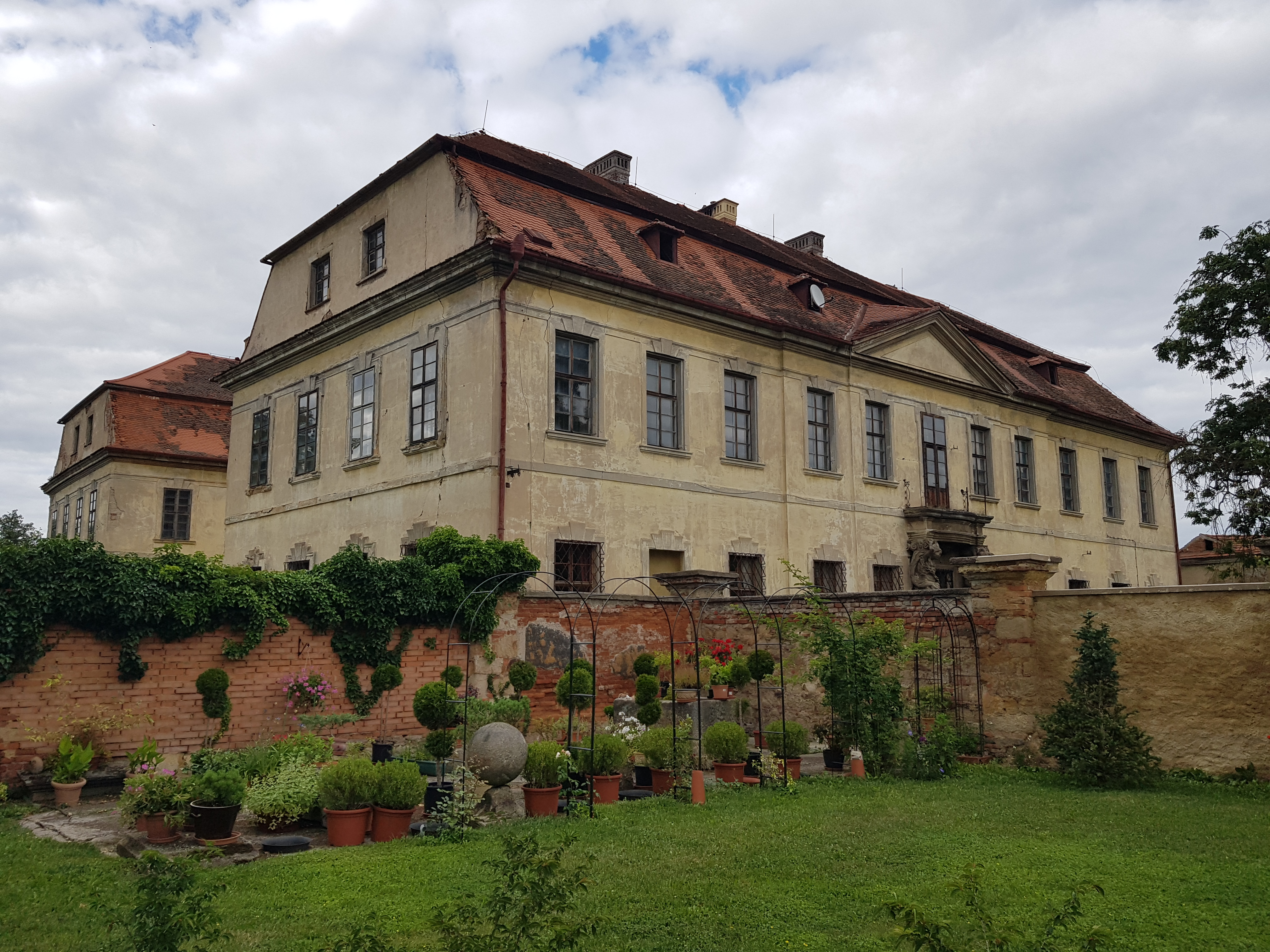
Zámek Křimice

Narodil se jako syn zakladatele křimické větve rodu Jana Nepomuka Karla Filipa z Lobkowicz (1799–1878), mladšího syna knížete Josefa Františka Maxmiliána, a jeho ženy hraběnky Karolíny z Vrbna a Bruntálu (1815–1843). Absolvoval vojenskou službu a dosáhl hodnosti rytmistra.
Zastával pozici předsedy obchodní a živnostenské komory v Českých Budějovicích, prvního Čecha v této funkci. V roce 1881 získal titul komořího. V 70. letech působil jako okresní starosta v Benešově.
Patřil mezi ty šlechtice, kteří se identifikovali s českým národním hnutím.
Zapojil se i do vysoké politiky. V zemských volbách v roce 1870 byl zvolen na Český zemský sněm, kde zastupoval kurii velkostatkářskou, svěřenecké velkostatky. Patřil ke Straně konzervativního velkostatku. Později se kvůli neshodám s ostatními velkostatkáři s touto skupinou rozešel a následně se politicky angažoval jinak. Na sněm se vrátil v zemských volbách v roce 1883, nyní za kurii obchodních a živnostenských komor, obvod České Budějovice. Rezignoval roku 1887. V roce 1883 se uváděl jako český kandidát.
Zemřel po dlouhé nemoci v srpnu 1898 na křimickém zámku ve věku 59 let.

## Majetek
Byl majitelem statku Nekmíř, který roku 1875 prodal rodu Schönbornů, a Konopiště, který roku 1887 prodal Františku Ferdinandovi d'Este. Zůstal mu pouze alodiální velkostatek Křimice na Plzeňsku o rozloze 1294,02 hektarů.

## Rodina
Od 19. ledna 1870 byla jeho manželkou hraběnka Kunhuta (Kunigunda) ze Šternberka (13. března 1847 Praha – 5. dubna 1916 Křimice), dcera císařského komořího Zdeňka ze Šternberka (1813–1873) a jeho manželky hraběnky Marie Žofie Stadionové (1819–1873). Měli šest dětí, pět z nich se dožilo dospělosti.
- 1. Evžen (19. 10. 1870 Křimice – 23. 12. 1870 tamtéž)
- 2. František Zdeněk z Lobkowicz (2. 11. 1872 Konopiště – 14. 5. 1927 Praha), svobodný a bezdětný[13]
- 3. Karolína (4. 10. 1873 Konopiště – 11. 2. 1951 Wang)
  - (6. 10. 1908 Křimice) Max z Croy-Dülmenu (16. 1. 1864 Schweckhausen – 20- 5. 1920 Slabce)
- 4. Bedřich Filip (22. 9. 1875 Křimice – 9. 8. 1931 Praha), svobodný a bezdětný
- 5. Jaroslav Alois (26. 3. 1877 Konopiště – 24. 10. 1953 Křimice), 11. kníže z Lobkowicz[14]
  - (11. 5. 1905 Bečov nad Teplou) Marie Terezie hraběnka z Beaufort-Spontinu (6. 8. 1885 Breuilpont – 22. 2. 1942 Křimice)
- 6. Marie Terezie (2. 10. 1880 Konopiště – 16. 2. 1948 Pouzols-Minervois)
  - (7. 5. 1917 Vídeň) Raoul hrabě Busseul (1876 – 17. 8. 1958 Pouzols-Minervois)